# Oktober 2021
Portal Geschichte | Portal Biografien | Aktuelle Ereignisse | Jahreskalender | Tagesartikel

◄ |
20. Jahrhundert |
21. Jahrhundert

◄ |
1990er |
2000er |
2010er |
2020er
| 2030er | 2040er

◄ |
2017 |
2018 |
2019 |
2020 |
2021
| 2022 | 2023 | 2024 | 2025 | ►

◄ |
Juli 2021 |
August 2021 |
September 2021 |
Oktober 2021 |
November 2021 |
Dezember 2021 |
Januar 2022 |
►
Dieser Artikel behandelt tagesbezogene Nachrichten und Ereignisse im Oktober 2021.

## Tagesgeschehen

### Freitag, 1. Oktober 2021
- Berlin/Deutschland: Verleihung des Deutschen Filmpreises
- Dubai/Vereinigte Arabische Emirate: Beginn der Expo (bis 3. April 2022)
- Erkelenz/Deutschland: 21 Klimaschutz-Aktivisten der Gruppe Gegenangriff – für das gute Leben besetzen einen Bagger und zwei Absetzer im Braunkohletagebau Garzweiler II. Sie fordern unter anderem den sofortigen Kohleausstieg und den Erhalt aller vom Tagebau bedrohten Dörfer. Zugleich protestieren Braunkohlegegner mit einer symbolischen Sitzblockade gegen den Abriss des Dorfes Lützerath.
- Köln/Deutschland: Verleihung des Deutschen Comedypreises 2021[1][2]

### Samstag, 2. Oktober 2021

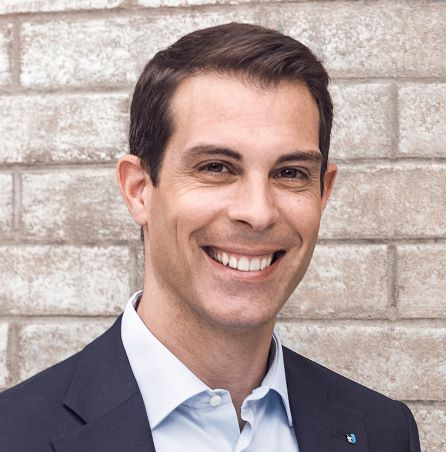
Der neue Präsident der FDP. Die Liberalen: Thierry Burkart

- Aachen/Deutschland: Der rumänische Staatspräsident Klaus Johannis wird mit dem Karlspreis geehrt.
- Biel/Schweiz: Thierry Burkart wird zum neuen Präsidenten der Partei FDP.Die Liberalen gewählt.
- Doha/Katar: Bei der ersten nationalen Wahl in der Geschichte des Landes, den Parlamentswahlen, werden 30 Mitglieder der Beratenden Versammlung gewählt.
- Tiflis/Georgien: Kommunalwahlen

### Sonntag, 3. Oktober 2021
- Cluj-Napoca/Rumänien: Letzter Tag der Tischtennis-EM
- Münster/Deutschland: Beim Münsterland GIRO beendet Radprofi André Greipel seine aktive Karriere.
- Rom/Italien: Kommunalwahlen (erster Wahlgang: 3. und 4. Oktober, ggf. erforderliche Stichwahlen: 17. und 18. Oktober)
- Wien/Österreich: Im RadioKulturhaus wird Maja Haderlap mit dem Christine Lavant Preis ausgezeichnet.
- Zürich/Schweiz: Das Zurich Film Festival geht zu Ende.

### Montag, 4. Oktober 2021
- Stockholm/Schweden: Der diesjährige Nobelpreisträger für Physiologie oder Medizin geht an den US-Amerikaner David Julius und an den gebürtigen Libanesen Ardem Patapoutian.
- Taipeh/Taiwan: Taiwan meldet die Verletzung seines Luftraumes durch das Eindringen von 52 chinesischen Militärflugzeugen.
- Tokio/Japan: Premierminister Yoshihide Suga und sein Kabinett treten zurück und machen damit den Weg frei für die Wahl von Fumio Kishida zum neuen Premierminister durch das Parlament am selben Tag.[3][4]

### Dienstag, 5. Oktober 2021
- Bukarest/Rumänien: Nach einem verlorenen Misstrauensvotum tritt die Regierung von Ministerpräsident Florin Cîțu zurück.
- Chișinău/Moldawien: Generalstaatsanwalt Alexandru Stoianoglo wird unter Korruptionsverdacht festgenommen.
- Frankfurt am Main/Deutschland: In der Deutschen Nationalbibliothek wird Wolf Biermann mit dem OVID-Preis ausgezeichnet.
- Lisala/Demokratische Republik Kongo: Beim Untergang einer Fähre auf dem Kongo in der Provinz Mongala kommen 51 Passagiere ums Leben, 70 weitere werden vermisst.[5]
- Redmond/Vereinigte Staaten: Microsoft veröffentlicht Windows 11.
- Stockholm/Schweden: Der diesjährige Nobelpreis für Physik geht zur einen Hälfte an den Japaner Syukuro Manabe und den Deutschen Klaus Hasselmann, zur anderen Hälfte an den Italiener Giorgio Parisi.
- Tobruk/Libyen: Die Mitglieder des libyschen Abgeordnetenrates beschließen, die Parlamentswahlen auf Januar 2022 zu verschieben.

### Mittwoch, 6. Oktober 2021

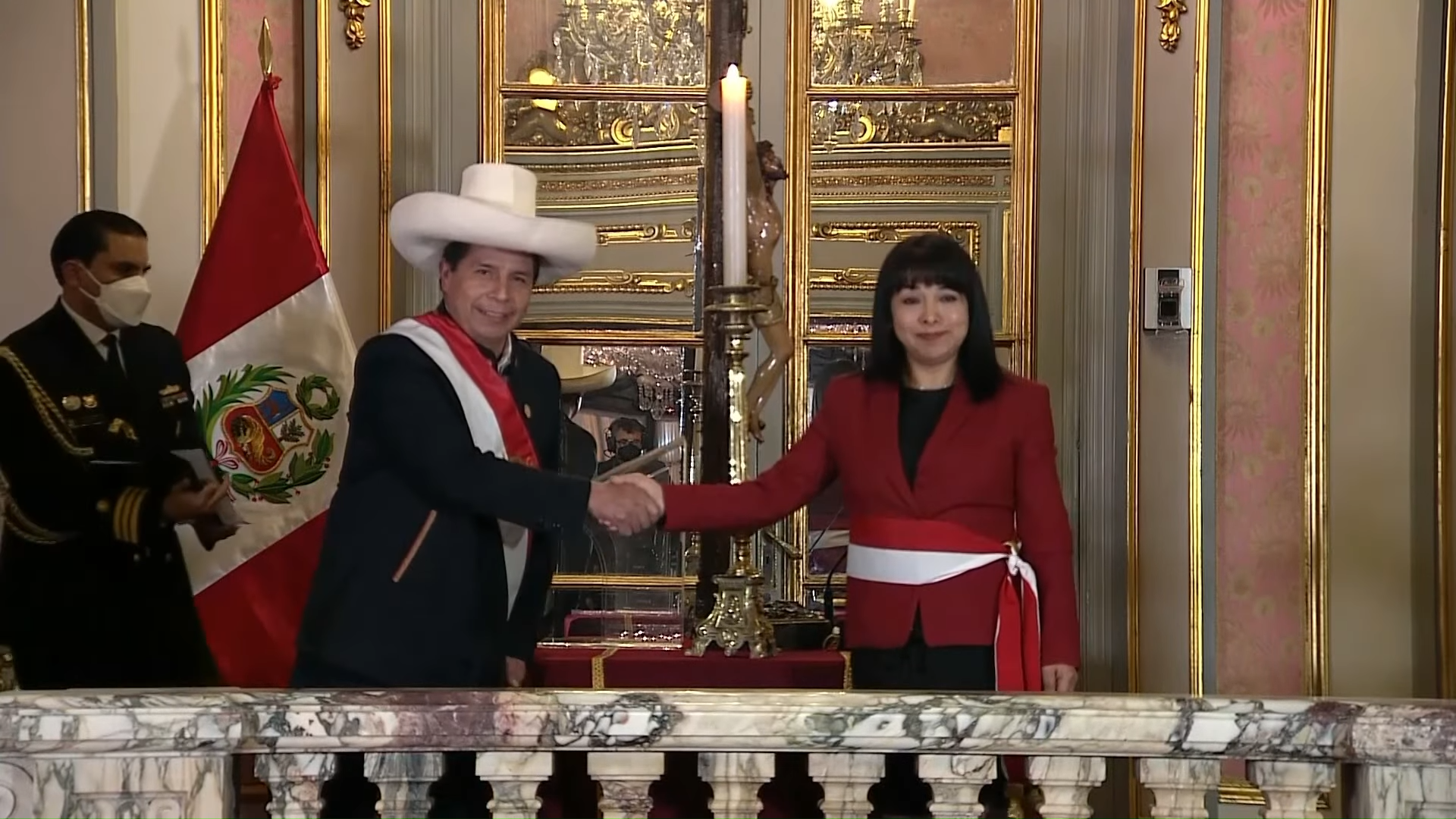
Mirtha Vásquez (rechts) und Präsident Pedro Castillo (links) nach ihrer Vereidigung zur Premierministerin am 6. Oktober 2021

- Ankara/Türkei: Als letzter der G20-Staaten ratifiziert die Türkei das Pariser Klimaschutzabkommen.
- Lima/Peru: Guido Bellido tritt vom Amt des Ministerpräsidenten zurück, noch am selben Tag wird Mirtha Vásquez als seine Nachfolgerin vereidigt.
- Stockholm/Schweden: Benjamin List und David MacMillan wird „für die Entwicklung der asymmetrischen Organokatalyse“ der Nobelpreis für Chemie zuerkannt.
- Wien/Österreich: Bekanntwerden der Umfragen-Affäre

### Donnerstag, 7. Oktober 2021
- Kingston/Norfolkinsel: Mit der Norfolk Island Party wird eine Partei gegründet, deren Ziel die Selbstbestimmung der Insel von Australien darstellt.[6]
- Stockholm/Schweden: Den diesjährigen Nobelpreis für Literatur erhält der tansanische und im Vereinigten Königreich lebende Schriftsteller Abdulrazak Gurnah zuerkannt.[7]
- Warschau/Polen: Der Verfassungsgerichtshof urteilt, dass einige Bestimmungen der EU-Verträge und Gerichtsurteile des EuGH, mit denen die EU-Kommission ihr Mitspracherecht bei Fragen der Rechtsstaatlichkeit begründet, im Widerspruch zur polnischen Verfassung stünden.

### Freitag, 8. Oktober 2021
- Chanabad/Afghanistan: Bei einem Selbstmordanschlag auf die schiitische Gozar-e-Sayed-Abad-Moschee während des Freitagsgebets sterben ungefähr 100 Menschen, etwa ebenso viele werden verletzt. Zu dem Attentat bekennt sich die Organisation Islamischer Staat Khorasan.
- Oslo/Norwegen: Den diesjährigen Friedensnobelpreis erhalten die beiden Journalisten Maria Ressa und Dmitri Muratow zuerkannt.[8]
- Prag/Tschechien: Beginn der Abgeordnetenhauswahl (bis 9. Oktober)
- Kassel/Deutschland: Das Kuratorium Nationalerbe-Bäume der Deutschen Dendrologischen Gesellschaft (DDG) zeichnet eine Europäische Lärche im Bergpark Wilhelmshöhe zum Nationalerbe-Baum aus.[9]

### Samstag, 9. Oktober 2021
- Bamako/Mali: Eine seit 2017 nahe der Grenze zu Burkina Faso durch die islamistische Macina Liberation Front verschleppte kolumbianische Nonne wird freigelassen. Machthaber Assimi Goïta bestätigt nicht, dass Lösegeld gezahlt wurde.[10]
- Beirut/Libanon: Nachdem am Freitag bzw. Samstag die zwei größten Kraftwerke aus Mangel an Brennstoff ihren Betrieb einstellen, bricht im ganzen Land die Stromversorgung durch den staatlichen Betreiber zusammen.
- Dschidda/Saudi-Arabien: Der SC Magdeburg gewinnt das Endspiel des Super Globe 2021 im Handball.
- Grenchen/Schweiz: Die Bahn-Rad-EM geht zu Ende.
- Rom/Italien: Bei Protesten in der Hauptstadt gegen die Corona-Politik der Regierung kommt es zu gewalttätigen Ausschreitungen. Unter anderem dringen Demonstranten in den Sitz des Gewerkschaftsverbandes CGIL ein.
- Wien/Österreich: Bundeskanzler Sebastian Kurz erklärt im Rahmen der ÖVP-Korruptionsaffäre seinen Rücktritt.
- Zürich/Schweiz: Der von David Chipperfield Architects entworfene Erweiterungsbau des Kunsthauses wird eröffnet.

### Sonntag, 10. Oktober 2021
- Bagdad/Irak: Bei den vorgezogenen irakischen Parlamentswahlen erhält die Strömung des schiitischen Geistlichen Muqtada as-Sadr die meisten Stimmen. Die Wahlbeteiligung sinkt auf ein Rekordtief.[11]
- Erfurt/Deutschland: Letzter Tag der Bundesgartenschau.
- Nürnberg/Deutschland: Auf dem Norisring geht die 35. Saison der DTM zu Ende, Gesamtsieger wird Maximilian Götz.
- Mailand/Italien: Im Giuseppe-Meazza-Stadion findet das Endspiel der UEFA Nations League statt.
- Warschau/Polen Als Reaktion auf die Entscheidung des polnischen Verfassungsgerichts finden in Polen Demonstrationen für den Verbleib in der EU statt, u. a. auf dem Schlossplatz in Warschau.

### Montag, 11. Oktober 2021

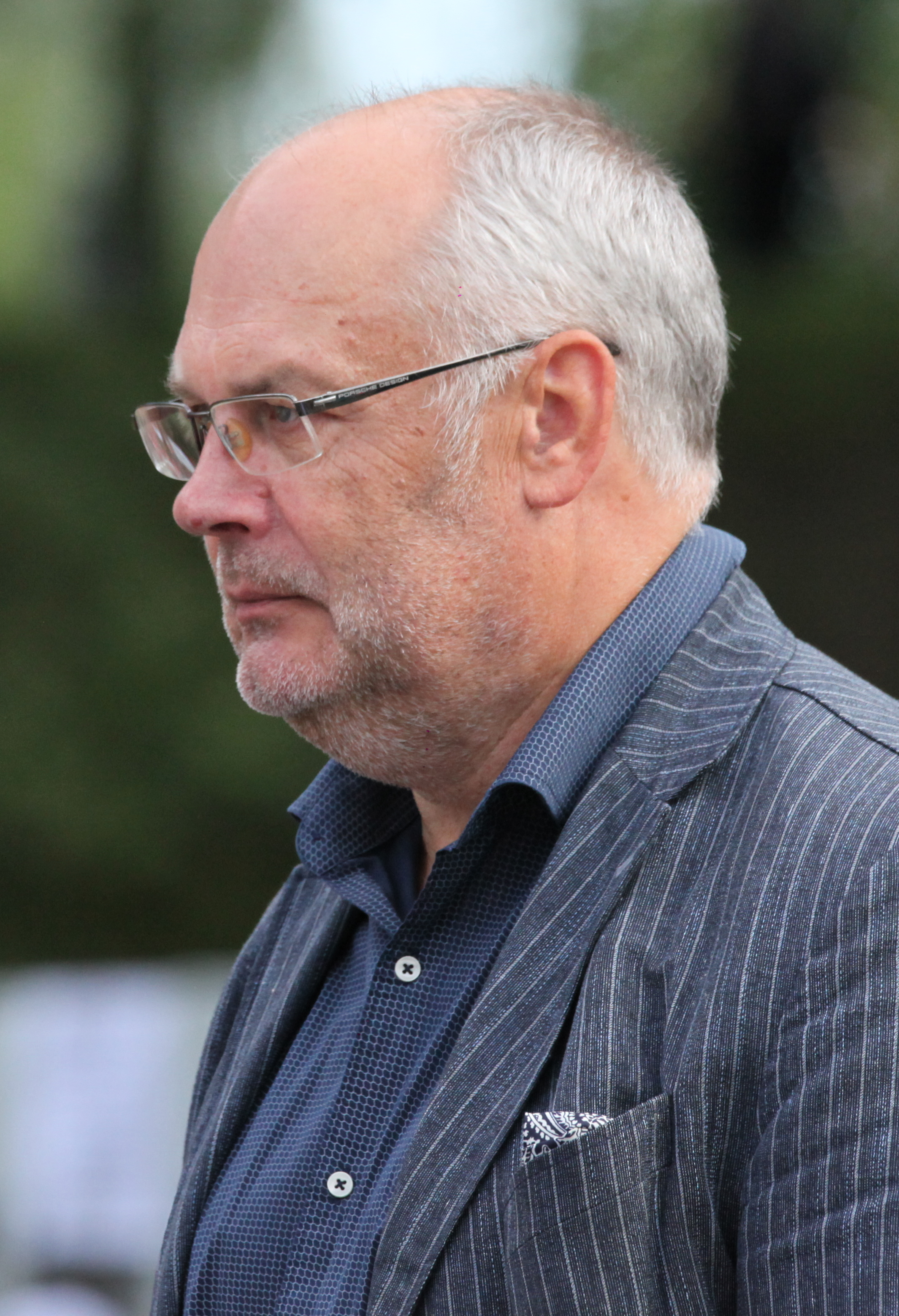
Alar Karis (2021)

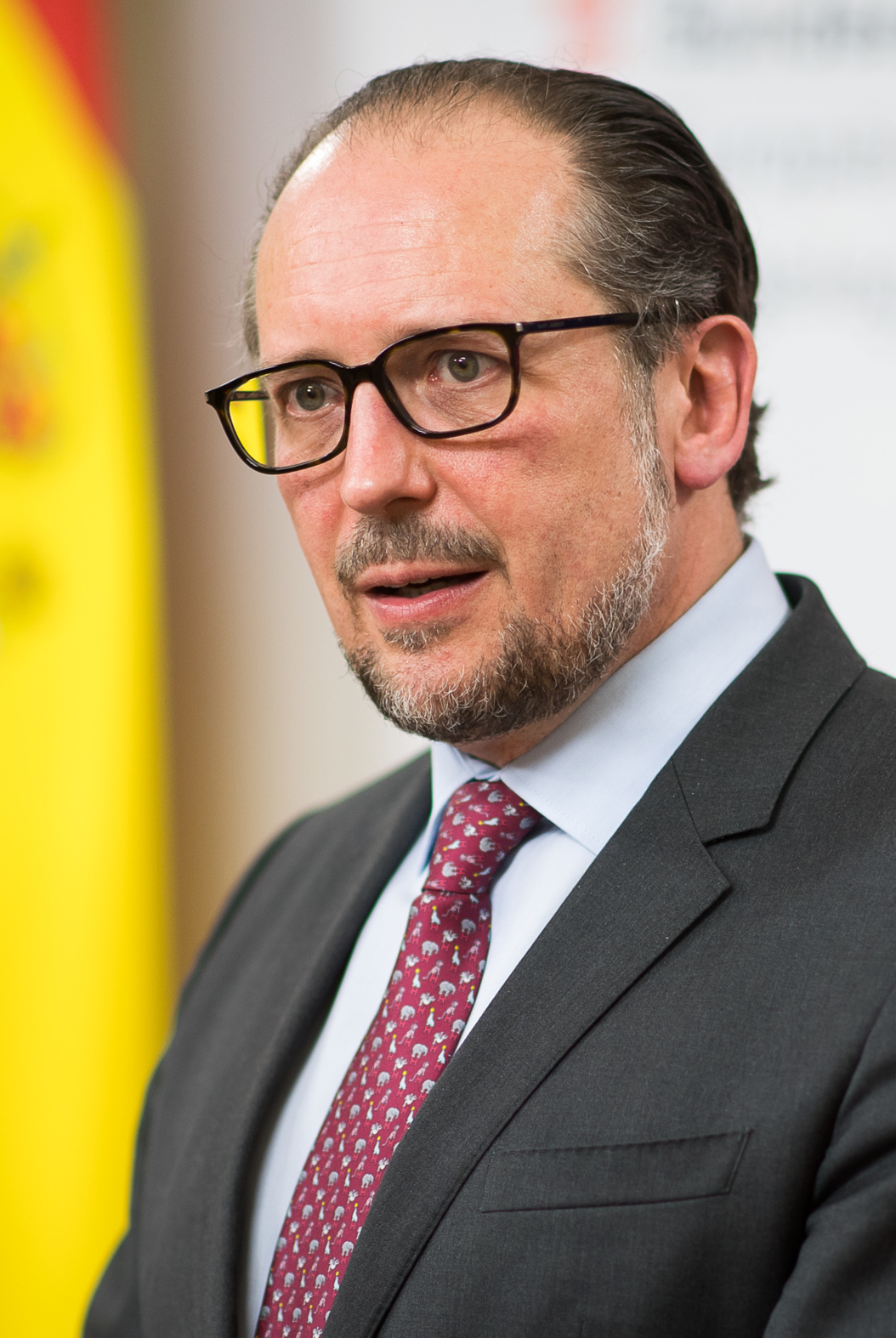
Alexander Schallenberg (2021)

- Berlin/Deutschland: Jörg Meuthen, Bundessprecher der AfD, kündigt seinen Rückzug vom Bundessprecheramt an. Er wird beim nächsten Parteitag in Wiesbaden im Dezember 2021 nicht mehr für das Amt kandidieren.
- Kunming/China: Beginn von Teil 1 der 15. Vertragsstaatenkonferenz der Biodiversitätskonvention (bis 15. Oktober)
- Oslo/Norwegen: Der Oberste Gerichtshof erklärt die Betriebserlaubnis zweier bereits seit 2019 laufender Windparks im Nachhinein für ungültig, da sie die kulturellen Rechte des indigenen Volkes der Samen beeinträchtigen und gegen entsprechende internationale Schutzkonventionen verstoßen. Die beiden Windparks sind Teil von Fosen Vind, des derzeit größten landgebundenen Windparkkomplexes in Europa. Am Windpark Storheia ist unter anderem die Schweizer BKW Energie und Credit Suisse beteiligt, am Windpark Roan unter anderem die Stadtwerke München.[12][13]
- Stockholm/Schweden: Der oder die diesjährigen Träger des Alfred-Nobel-Gedächtnispreises für Wirtschaftswissenschaften werden bekanntgegeben.
- Tallinn/Estland: Alar Karis wird als sechster estnischer Präsident vereidigt.
- Tunis/Tunesien: Das Kabinett von Ministerpräsidentin Najla Bouden Romdhane wird vereidigt. Acht der 24 weiteren Mitglieder sind Frauen.
- Wien/Österreich: Nach dem Rücktritt von Sebastian Kurz wird Alexander Schallenberg von Bundespräsident Alexander Van der Bellen als neuer Bundeskanzler angelobt. Ebenfalls angelobt wird Michael Linhart, Schallenbergs Nachfolger im Amt des Außenministers.[14]

### Dienstag, 12. Oktober 2021
- Brüssel/Belgien: Die Europäische Union begibt zur Teilfinanzierung ihres in der Covid-19-Krise beschlossenen Konjunkturaufbauplans „NextGenerationEU'“ ihren ersten „Green Bond“. Das Wertpapier im Nominalwert von 12 Milliarden Euro ist im Vorfeld mehr als 11-fach überzeichnet, sodass auf dem Kapitalmarkt 135 Milliarden Euro eingesammelt werden können, ausschließlich für umweltfreundliche und nachhaltige Investitionen in der EU bestimmt. Die Anleihe ist damit der bisher größte Green Bond der Welt. Bis Ende 2026 sollen Green Bonds im Gesamtumfang von nominell bis zu 250 Milliarden Euro begeben werden.[15][16]
- Den Haag/Niederlande: Der Internationale Gerichtshof spricht ein zwischen Somalia und Kenia umstrittenes Seegebiet des Indischen Ozeans vor der gemeinsamen Grenze Somalia zu. In diesem Seegebiet werden reiche Öl- und Gasvorkommen vermutet. Kenia möchte das Urteil nicht anerkennen.[17]

### Mittwoch, 13. Oktober 2021
- Anif/Österreich: Roswitha Stadlober wird als erste Frau zur Präsidentin des ÖSV gewählt. Patrick Ortlieb wird Finanzreferent, Christian Scherer Generalsekretär.[18]
- Freiburg im Breisgau/Deutschland: Die Delegiertenversammlung des Deutschen Caritasverbandes wählt mit Eva Welskop-Deffaa als designierte Nachfolgerin von Peter Neher erstmals eine Frau an die Spitze des Wohlfahrtsverbands der römisch-katholischen Kirche in Deutschland.
- Iqaluit/Kanada: In Iqaluit, der Hauptstadt des kanadischen Territoriums Nunavut, wird wegen Kraftstoffkomponenten in der Wasserversorgung der Ausnahmezustand ausgerufen. Trinkwasserlieferungen für die Bevölkerung erfolgen nun per Flugzeug.[19]
- Jamestown/St. Helena: Parlamentswahl
- Kongsberg/Norwegen: Bei einem Amoklauf mit Pfeil und Bogen gibt es Tote und Verletzte.
- Mbabane/Eswatini: In Eswatini flammen prodemokratische Proteste gegen den letzten absolutistischen Herrscher Afrikas auf.[20]

### Donnerstag, 14. Oktober 2021
- Islamabad/Pakistan: Mit Pakistan International Airlines stellt die letzte ausländische Fluggesellschaft ihre Linienverbindung nach Kabul in Afghanistan seit der Machtübernahme der Taliban ein. Vorausgegangen ist ein Disput mit den Taliban, die die Ticketpreise vom August aus der Zeit vor ihrer Herrschaft verlangten. Die Ticketpreise sind seitdem aufgrund des Mangels an Flugverbindungen bis auf das Zehnfache gestiegen.[21]
- Kaohsiung/Taiwan: Bei einem Brand im Chengzhongcheng Building (城中城), einem 13-stöckigen Wohn- und Geschäftshaus im Distrikt Yancheng, sterben mindestens 46 Menschen.[22]
- Los Angeles/Vereinigte Staaten: Der Immobilienerbe Robert Alan Durst wird wegen Mordes zu lebenslanger Haft verurteilt.
- München/Deutschland: Beginn des Volksbegehrens zur Abberufung des bayerischen Landtages. Für ein erfolgreiches Volksbegehren werden 1 Mio. Unterschriften von Wahlberechtigten innerhalb von 14 Tagen benötigt.[23]
- Rom/Italien: Letzter Flug der Airline Alitalia.[24]
- Tokio/Japan: Der seit 4. Oktober amtierende Premierminister Fumio Kishida löst unmittelbar nach dem letzten Sitzungstag der Legislaturperiode das Unterhaus des Parlaments auf, um die Neuwahl am 31. Oktober zu ermöglichen, wodurch er sich größeren Rückhalt seiner Politik beim Volk erhofft, als dies bei seinem Vorgänger der Fall war. Da das Kabinett nach einer allgemeinen Unterhauswahl zurücktreten muss, folgt automatisch eine weitere Wahl des Premierministers, selbst wenn der erst vor kurzem neu gewählte Regierungschef bestätigt werden sollte.[25]

### Freitag, 15. Oktober 2021
- Bangui/Zentralafrikanische Republik: Präsident Faustin-Archange Touadéra erklärt einen einseitigen Waffenstillstand mit der Rebellengruppe Coalition of Patriots for Change und bewaffneten Kämpfern der Anti-Balaka.[26]
- Bandar Seri Begawan/Brunei: Nach einem Beschluss der Außenminister der ASEAN-Staaten wird Min Aung Hlaing, der Machthaber Myanmars, von der Teilnahme des nächsten ASEAN-Gipfeltreffens ausgeschlossen. Myanmar soll stattdessen von nichtpolitischen Repräsentanten vertreten werden. Damit wird der Druck auf die myanmarische Führung erhöht, die anhaltende Militärgewalt einzudämmen.[27]
- Jiuquan/China: Start der Shenzhou 13, der zweiten chinesischen bemannten Raumfahrtmission
- Kandahar/Afghanistan: Bei einem Sprengstoffanschlag auf die größte schiitische Moschee der Stadt (Bibi-Fatima-Moschee[28][29], nach anderen Angaben Imam-Bargah-Moschee[30][31]) während des Freitagsgebets kommen mehr als 47 Menschen ums Leben, viele Dutzend werden verletzt.
- Kunming/China: Der erste Teil der 15. Weltbiodiversitätskonferenz geht zu Ende; der zweite folgt im Frühjahr 2022.
- München/Deutschland: Der Neubau des Münchner Volkstheaters wird eröffnet.
- Rom/Italien: Erstflug der staatlichen Fluggesellschaft ITA Airways, Nachfolgerin der Alitalia.

### Samstag, 16. Oktober 2021
- Cape Canaveral/Vereinigte Staaten: Start der Raumsonde Lucy
- Port-au-Prince/Haiti: Kriminelle Banden der Gruppe 400 Mawozo entführen 15 US-amerikanische Missionare sowie deren Familien, darunter auch Kinder, und eine unbekannte Zahl haitianischer Staatsbürger aus einem Vorort von Port-au-Prince.[32]
- Gleisweiler/Deutschland: Eine Edelkastanie erhält vom Kuratorium Nationalerbe-Bäume der DDG die Auszeichnung zum Nationalerbe-Baum.[33]

### Sonntag, 17. Oktober 2021

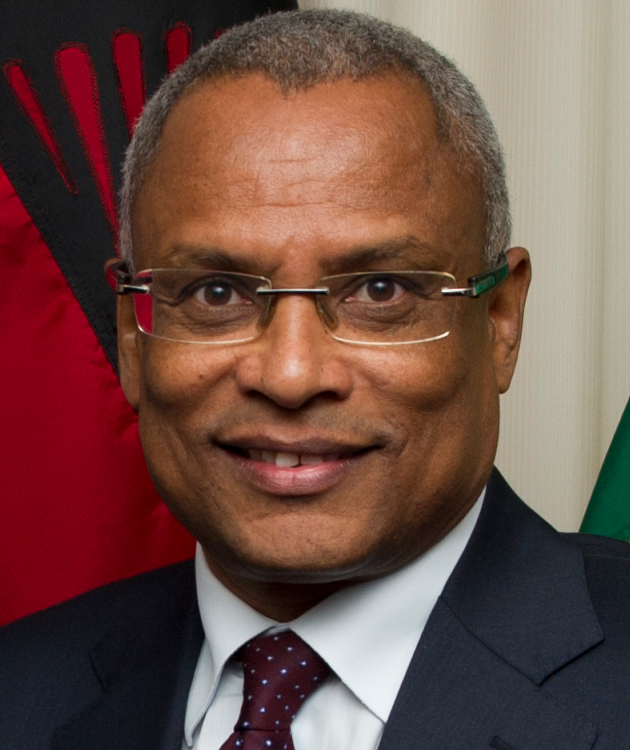
José Maria Neves (2013)

- Bagdad/Irak: Aufgrund massiver Verluste pro-iranischer Gruppen bei der irakischen Parlamentswahl kommt es durch deren Anhänger zu Protesten und Ausschreitungen in Bagdad und Basra, wo Autoreifen angezündet werden.[34]
- Kitakyūshū/Japan: Beginn der Turn-WM (bis 24. Oktober)
- Ma'rib/Jemen: Angaben der von Saudi-Arabien angeführten Militärallianz gegen die Huthi-Rebellen werden durch Luftschläge mindestens 82 Huthi-Kämpfer bei Ma'rib, der letzten Hochburg der jemenitischen Regierung im Norden des Landes, getötet. Die Kämpfe verschärfen die humanitäre Krise im Jemen.[35]
- Maskat/Oman: Eröffnungsspiel des ICC T20 World Cup 2021 (bis 14. November).
- Praia/Kap Verde: Oppositionskandidat José Maria Neves gewinnt die kapverdischen Präsidentschaftswahlen.[36]

### Montag, 18. Oktober 2021
- Mbabane/Eswatini: Premierminister Cleopas Dlamini ordnet Schulschließungen im ganzen Land an, um die prodemokratischen Proteste zu unterbinden. Die Protestierer fordern ein Ende der absoluten Herrschaft von König Mswati III.[37]
- Moskau/Russland: Nachdem acht russischen Mitarbeitern die Akkreditierung aufgrund von Spionagevorwürfen entzogen worden war, kündigt Außenminister Sergei Lawrow an, Russlands Vertretung am NATO-Hauptquartier in Brüssel zu schließen.[38]

### Dienstag, 19. Oktober 2021
- Bamako/Mali: Der malische Verteidigungsminister Sadio Camara ersucht die höchste islamische Instanz des Landes, den Hohen Islamischen Rat, um die Mediation von Friedensgesprächen zwischen der Regierung und dem lokalen Ableger der islamistischen al-Qaida, Dschamāʿat Nusrat al-Islām wa-l-Muslimīn.[39]

### Mittwoch, 20. Oktober 2021
- Brüssel/Belgien: Alexei Nawalny erhält den Sacharow-Preis.
- Damaskus/Syrien: Bei einem Bombenanschlag auf einen Militärbus in der syrischen Hauptstadt werden 14 Personen getötet.[40]
- New York City/Vereinigte Staaten: Erstmals gelingt in einem Xenotransplantationsversuch die Transplantation einer Schweineniere in einen Menschen, ohne dass es zu organischen Komplikationen kommt. Das Experiment wird an einer klinisch toten Patientin durchgeführt.[41]

### Donnerstag, 21. Oktober 2021
- Porto-Novo/Benin: Benins Nationalversammlung legalisiert Schwangerschaftsabbrüche innerhalb der ersten drei Monate einer Schwangerschaft.[42]
- Suva/Fidschi: Das fidschianische Parlament wählt mit Wiliame Katonivere den nominierten Kandidaten von Ministerpräsident Frank Bainimarama zum neuen Präsidenten.[43]

### Freitag, 22. Oktober 2021
- Chișinău/Moldawien: Aufgrund einer schweren Krise bei der Gasversorgung ruft das moldawische Parlament einen einmonatigen Notstand wegen Gasmangel aus.[44]
- Lahore/Pakistan: Nach dem Beginn eines Protestmarsches von Lahore in die Hauptstadt Islamabad kommt es zu gewaltsamen Zusammenstößen zwischen Anhängern der islamistischen Partei Tehreek-e-Labaik Pakistan und der Polizei, wobei sieben Parteianhänger getötet werden. Die Anhänger fordern die Freilassung des inhaftierten Parteichefs.[45]

### Samstag, 23. Oktober 2021
- Ankara/Türkei: Der deutsche Botschafter in der Türkei, Jürgen Schulz, und neun weitere Botschafter werden aufgrund ihres Einsatzes für den inhaftierten Menschenrechtsaktivisten Osman Kavala vom türkischen Staatspräsidenten Recep Tayyip Erdoğan zu unerwünschten Personen erklärt.
- Bielefeld/Deutschland: Auf dem Landesparteitag der CDU Nordrhein-Westfalen wird Hendrik Wüst als Nachfolger Armin Laschets zum neuen Landesvorsitzenden gewählt.
- Linz/Österreich: Nach der Landtagswahl in Oberösterreich 2021 findet die konstituierende Sitzung der XXIX. Gesetzgebungsperiode mit der Wahl und Angelobung der Landesregierung Stelzer II statt.
- Sölden/Österreich: Auftakt des Alpinen Skiweltcups
- Tapachula/Mexiko: Rund 2000 hauptsächlich aus Mittelamerika stammende Migranten brechen von der südmexikanischen Stadt nahe der Grenze zu Guatemala auf zu einem Fußmarsch Richtung USA.

### Sonntag, 24. Oktober 2021
- Taschkent/Usbekistan: Amtsinhaber Shavkat Mirziyoyev gewinnt die Präsidentschaftswahlen mit 80,1 Prozent der Stimmen.[46]

### Montag, 25. Oktober 2021

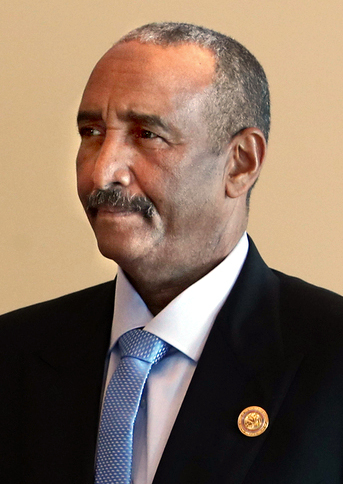
Abdel Fattah Burhan (2019)

- Düsseldorf/Deutschland: Der Ministerpräsident des Landes Nordrhein-Westfalen, Armin Laschet, legt sein Amt nieder. Er bleibt zunächst mit seinem Kabinett geschäftsführend im Amt, mit der Konstituierung des neuen Deutschen Bundestages am Dienstag, dem Laschet angehört, übernimmt übergangsweise sein Stellvertreter Joachim Stamp.[47]
- El Estor/Guatemala: Nachdem bei der Räumung einer wochenlang blockierten Straße mehrere Polizisten und Einwohner verletzt wurden, verhängt die Regierung den Notstand über das im Nordosten des Landes gelegene Departamento Izabal und entsendet Truppen. Die Protestierer, überwiegend Maya, werfen dem in Malta registrierten und aus der Schweiz geführten Bergbaukonzern Solway und dessen Tochtergesellschaft Compañía Guatemalteca de Níquel vor, die örtliche Nickelmine „Fénix“ trotz eines vom Verfassungsgericht angeordneten einstweiligen Stopps weiter zu betreiben.[48][49][50]
- Genf/Schweiz: Die Weltorganisation für Meteorologie teilt mit, die Konzentration von Treibhausgasen in der Atmosphäre im Jahr 2020 habe trotz des Wirtschaftsabschwungs durch die Covid-19-Pandemie neue Höchstwerte erreicht. Der Anstieg im Vergleich zum Vorjahr sei noch höher ausgefallen als die durchschnittliche Zunahme in den vergangenen zehn Jahren. Das Erreichen der im Klimaschutz-Abkommen von Paris vereinbarten Ziele sei deshalb erheblich gefährdet.
- Kairo/Ägypten: Staatspräsident Abd al-Fattah as-Sisi hebt den Ausnahmezustand im Land auf. Er war im April 2017 nach den Anschlägen auf zwei koptische Kirchen verhängt und seither mehrfach verlängert worden.
- Khartum/Sudan: Im Lauf eines Putschversuchs werden mehrere Regierungsmitglieder von Militärs festgesetzt, auch Ministerpräsident Abdalla Hamdok. Der Vorsitzende der Übergangsregierung Souveräner Rat, General Abdel Fattah Burhan, löst diese auf und verkündet den Ausnahmezustand.

### Dienstag, 26. Oktober 2021

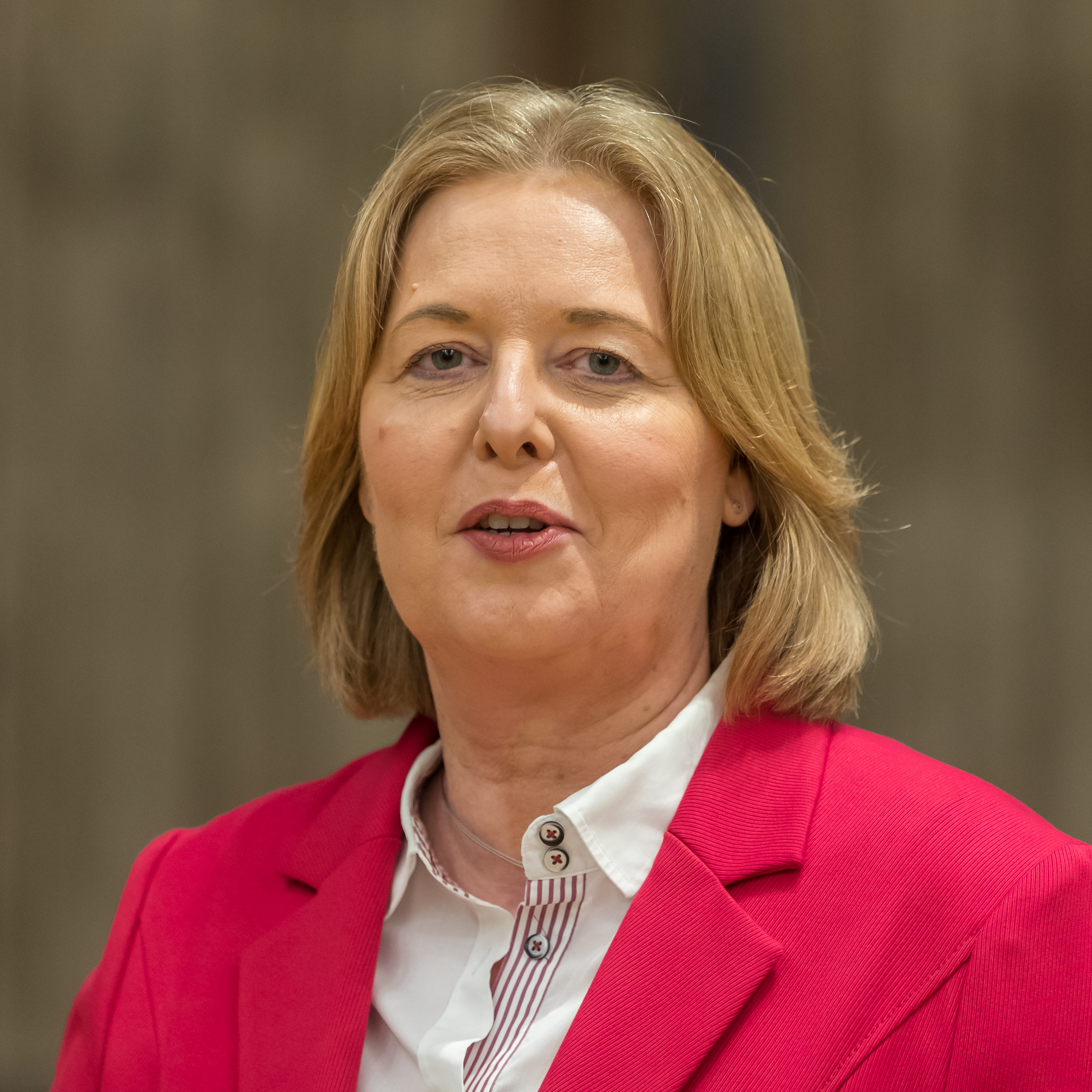
Bärbel Bas (2023)

- Bandar Seri Begawan/Brunei: Virtuelles Gipfeltreffen der ASEAN-Mitgliedsstaaten (bis 28. Oktober).
- Berlin/Deutschland: Konstituierende Sitzung des 20. Deutschen Bundestags.[51] Als Nachfolgerin von Wolfgang Schäuble wird die SPD-Politikerin Bärbel Bas zur neuen Präsidentin des Deutschen Bundestages gewählt.[52]
- Hirschwang an der Rax/Österreich: Ein am Vortag ausgebrochener Waldbrand weitet sich innerhalb weniger Stunden aus zum „größten Waldbrand, den es je in Österreich gab“.[53]
- Rom/Italien: Die Ernährungs- und Landwirtschaftsorganisation der Vereinten Nationen (FAO) und das Welternährungsprogramm der Vereinten Nationen (WFP) warnen vor einer Hungersnot in Afghanistan in der kalten Jahreszeit. Aktuell hätten knapp 19 Millionen Menschen, rund die Hälfte der Einwohner des Landes, nicht genug zu essen. Im November könnten fast 23 Millionen Menschen betroffen sein.[54]
- Teheran/Iran: Eine Cyberattacke auf das iranische Tankstellennetz, bei dem von der Regierung ausgegebene elektronische Karten für subventioniertes Benzin landesweit lahmgelegt werden, führt dazu, dass kein günstiger Treibstoff verkauft werden kann und zu langen Schlangen gestrandeter Autofahrer vor den Tankstellen. Niemand bekennt sich zu der Cyberattacke.[55]
- Wien/Österreich: Finale von 9 Plätze – 9 Schätze

### Mittwoch, 27. Oktober 2021

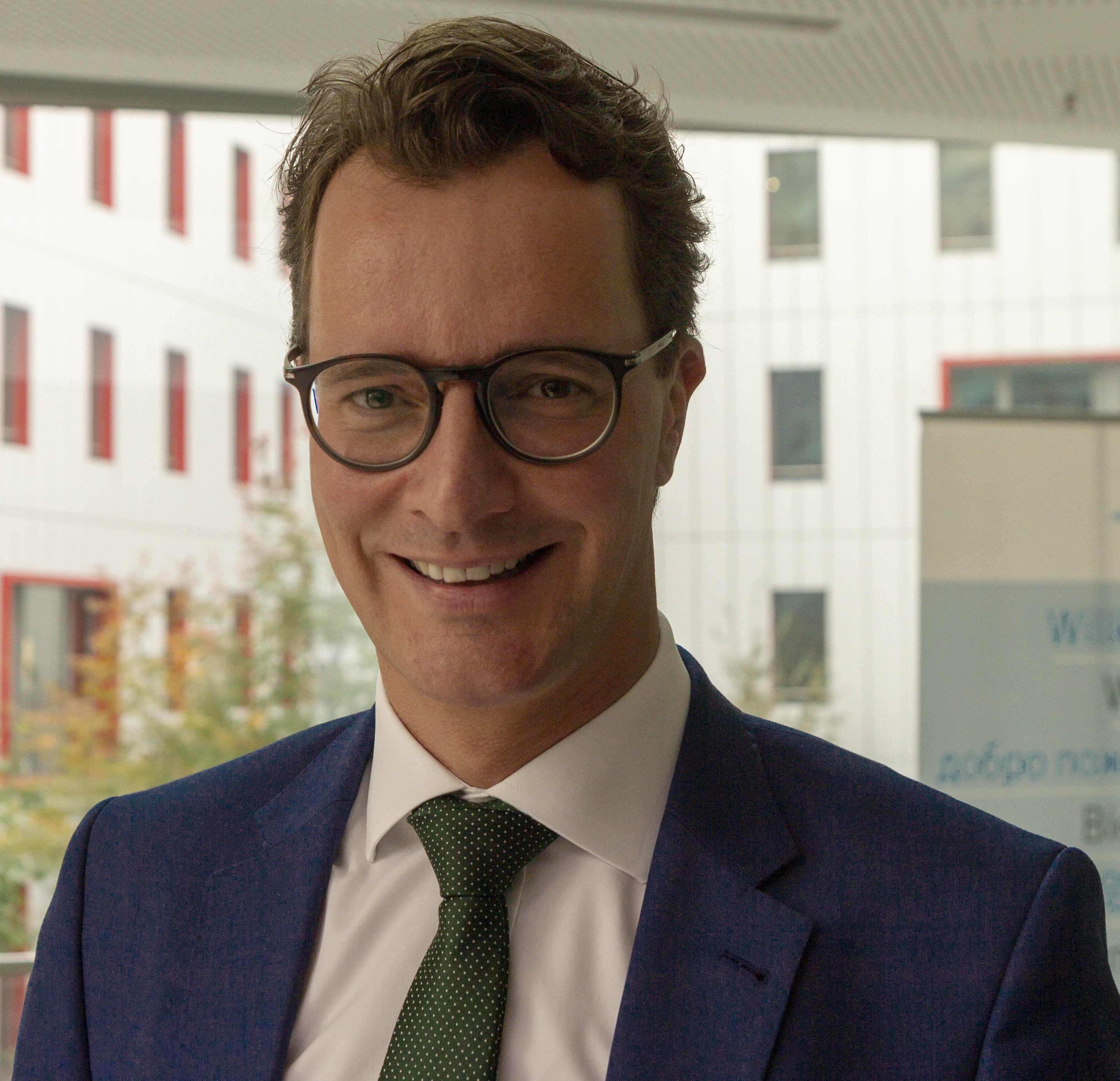
Hendrik Wüst (2019)

- Antananarivo/Madagaskar: Die Menschenrechtsorganisation Amnesty International (AI) warnt vor einer bevorstehenden Hungersnot im Süden des Landes. Dort herrscht die schwerste Dürre seit 40 Jahren. Laut Amnesty International sind eine Million Menschen davon bedroht. Schon 33 Prozent der Madagassen seien unterernährt.[56] Bereits im Mai hatten die Ernährungs- und Landwirtschaftsorganisation der Vereinten Nationen (FAO), das Welternährungsprogramm der Vereinten Nationen (WFP) und AI entsprechende Aufrufe zur Hilfe veröffentlicht.[57]
- Baquba/Irak: Bei einem Überfall auf ein Dorf in der Provinz Diyala werden elf Bewohner durch Terroristen des Islamischen Staates getötet.[58]
- Brüssel/Belgien: Weil nach Feststellung der EU-Kommission Malta, Irland, Finnland, Bulgarien, Zypern und als einziges größeres Mitglied der EU auch Deutschland ihre Klimaschutzziele für das Jahr 2020 in Teilbereichen nicht erreicht haben, müssen sie diese auf andere Weise ausgleichen, beispielsweise indem sie Emissionseinheiten bei Staaten kaufen, die ihre Ziele übererfüllt haben.[59][60]
- Düsseldorf/Deutschland: Der Landtag Nordrhein-Westfalen wählt Hendrik Wüst zum neuen Ministerpräsidenten des Bundeslandes.
- Luxemburg/Luxemburg: Der Europäische Gerichtshof (EuGH) verurteilt auf Antrag der EU-Kommission das EU-Mitgliedsland Polen zur Zahlung eines täglichen Zwangsgeldes in Höhe von einer Million Euro, da es sich bisher weigert, die Arbeit der umstrittenen Disziplinarkammer zur Bestrafung von Richtern auszusetzen. Deren Tätigkeit ist nach EuGH-Entscheidungen nicht mit den EU-Regeln zur Unabhängigkeit und Unparteilichkeit der Justiz vereinbar. Polen hat zwar angekündigt, die Disziplinarkammer in ihrer derzeitigen Form abzuschaffen, sie arbeitete zuletzt aber weiter alte Fälle ab.[61]

### Donnerstag, 28. Oktober 2021
- Le Havre/Frankreich: Im Streit um Fischereirechte im Ärmelkanal setzt Frankreich ein britisches Fischerboot in französischen Gewässern fest, da es dort nach dem Brexit ohne Lizenz gefischt hatte.[62]
- Menlo Park/Vereinigte Staaten: Das US-amerikanische Technologieunternehmen Facebook Inc. wird in Meta Platforms, Inc. umbenannt.[63]
- Sibu/Malaysia: Der malaysische Gynäkologe John Tang Ing Chinh entwickelt das erste Unisex-Kondom, das sowohl von Männern als auch von Frauen beim Geschlechtsverkehr genutzt werden kann.[64]

### Freitag, 29. Oktober 2021
- Frankfurt am Main/Deutschland: Da in Folge der Übernahme durch Vonovia der Streubesitz an der Aktie der Deutsche Wohnen unter 10 % gefallen ist, scheidet sie aus dem DAX aus und wird durch die Aktie der Beiersdorf AG ersetzt.[65]
- Istanbul/Türkei: Der Neubau des Atatürk-Kulturzentrums wird eröffnet.
- Kabul/Afghanistan: Der designierte Chef der Zentralbank erklärt, dass Rechte Homosexueller nicht geachtet würden, da diese nicht im Einklang mit der Scharia stünden.[66]
- Luxemburg/Luxemburg: Das Europaparlament reicht – wie im Juni angedroht – beim Europäischen Gerichtshof (EuGH) eine Klage gegen die Europäische Kommission ein, weil diese den Rechtsstaatsmechanismus gegen Polen und Ungarn erst dann anwenden will, wenn beim EuGH eine Entscheidung über die Klagen dieser Mitgliedsstaaten gegen den Sanktionsmechanismus gefallen ist. Das Urteil abzuwarten, war ein Kompromiss der Staats- und Regierungschefs gegenüber den beiden Ländern, um sie dazu zu bewegen, ihre Blockade wichtiger EU-Haushaltsentscheidungen aufzugeben.[67]
- Sankt Petersburg/Russland: Moldawien erweitert mit dem russischen Energieunternehmen Gazprom einen Liefervertrag über Erdgas, nachdem es einen Disput über höhere Preise gegeben hatte.[68]

### Samstag, 30. Oktober 2021
- Berlin/Deutschland: Verleihung des Goldenen Aluhuts
- Dessie/Äthiopien: Berichten zufolge gelingt der Volksbefreiungsfront von Tigray im Bürgerkrieg in Tigray die Einnahme der strategisch wichtigen Stadt Dessie in der Region Amhara.[69]
- Omdurman/Sudan: Bei landesweiten Protesten gegen die Machtübernahme des Militärs werden drei Personen erschossen.[70]
- Rom/Italien: G20-Gipfel

### Sonntag, 31. Oktober 2021
- Glasgow/Vereinigtes Königreich: Beginn der UN-Klimakonferenz (bis 12. November)
- Skopje/Nordmazedonien: Nach Verlusten bei Lokalwahlen kündigt der mazedonische Ministerpräsident Zoran Zaev seinen Rücktritt an.[71]
- Tokio/Japan: Parlamentswahl
- Wien/Österreich: Beginn der 10-jährigen, vollumfänglichen Volkszählung – die als Registerzählung durchgeführt wird
- Wien/Österreich: Letzter Tag der Viennale
- Raesfeld/Deutschland: Die als Femeiche bezeichnete Stieleiche wird vom Kuratorium Nationalerbe-Bäume der DDG zum Nationalerbe-Baum ausgezeichnet.[72]